# 和平镇 (汾西县)
和平镇，是中华人民共和国山西省临汾市汾西县下辖的一个乡镇级行政单位。2021年5月，撤销邢家要乡，整建制并入和平镇。

## 行政区划
和平镇下辖以下地区：
和平村、屋子铺村、沟西村、河达村、季家庄村、赵庄村、瓦乐平村、礼义掌村、回王村、申村、张泉村、芝麻圪岭村和城南掌村。